# هاري بيل
هاري بيل (بالإنجليزية: Harry Bell)‏ (14 أكتوبر 1924 - 22 أبريل 2014 بنيوكاسل أبون تاين) هو لاعب كركيت ومدرب كرة قدم ولاعب كرة قدم بريطاني (وحمل سابقاً جنسية المملكة المتحدة لبريطانيا العظمى وأيرلندا) في مركز الوسط. لعب مع نادي ميدلزبره وسبنيمور يونايتد ‏ ودارلينجتون إف سى.

## وصلات خارجية
- هاري بيل على موقع قاعدة بيانات كرة القدم.إي يو (الإنجليزية)